# آلیس (فیلم ۲۰۰۲)
«آلیس» (انگلیسی: Alice (2002 film)) یک فیلم است که در سال ۲۰۰۲ منتشر شد.